# NGC 4935
NGC 4935 је спирална галаксија у сазвежђу Береникина коса која се налази на NGC листи објеката дубоког неба.
Деклинација објекта је + 14° 22' 41" а ректасцензија 13h 3m 21,2s. Привидна величина (магнитуда) објекта NGC 4935 износи 13,2 а фотографска магнитуда 14,0. NGC 4935 је још познат и под ознакама UGC 8159, MCG 3-33-23, CGCG 100-23, PGC 45093.